# 10951 Спессарт
10951 Спессарт (10951 Spessart) — астероїд головного поясу, відкритий 24 вересня 1960 року.
Тіссеранів параметр щодо Юпітера — 3,234.